# Torneo Preolímpico Sudamericano de 1984
El Torneo Preolímpico Sudamericano de 1984 se realizó en la ciudad de Guayaquil (Ecuador) entre el 10 y el 21 de febrero de 1984.
En este torneo tomaron parte seis selecciones afiliadas a la Conmebol, de las cuales consiguieron la clasificación Brasil y Chile, que participaron en los Juegos Olímpicos de Los Ángeles 1984.
Previo al inicio del torneo, renunciaron a su participación las selecciones de Bolivia, Perú, Uruguay y de Argentina.

## Sede
| Guayaquil                      |
| ------------------------------ |
| Estadio Modelo Alberto Spencer |
| Capacidad: 30 000              |
|                                |

## Grupo 1
| Equipo   | PJ | PG | PE | PP | GF | GC | Dif | PTS |
| -------- | -- | -- | -- | -- | -- | -- | --- | --- |
| Ecuador  | 2  | 1  | 1  | 0  | 3  | 0  | +3  | 3   |
| Brasil   | 2  | 1  | 1  | 0  | 2  | 1  | +1  | 3   |
| Colombia | 2  | 0  | 0  | 2  | 1  | 5  | –4  | 0   |

| 8 de febrero de 1984 | Ecuador                                       | 3:0 (1:0) | Colombia | Estadio Modelo Alberto Spencer, Guayaquil |                                  |
|                      | Hamilton Cuvi 40' 58' · José Jacinto Vega 72' |           |          | Árbitro(s): Jorge Eduardo Romero          | Árbitro(s): Jorge Eduardo Romero |

| 12 de febrero de 1984 | Brasil                                    | 2:1 (1:1) | Colombia                | Estadio Modelo Alberto Spencer, Guayaquil |                            |
|                       | Gumercindo Riascos 27' (a.g.) · Dunga 75' |           | Víctor Manuel Pérez 37' | Árbitro(s): Sergio Vásquez                | Árbitro(s): Sergio Vásquez |

| 15 de febrero de 1984 | Ecuador | 0:0 | Brasil | Estadio Modelo Alberto Spencer, Guayaquil |  |
|                       |         |     |        | Árbitro(s): Gabriel González              |  |

## Grupo 2
| Equipo    | PJ | PG | PE | PP | GF | GC | Dif | PTS |
| --------- | -- | -- | -- | -- | -- | -- | --- | --- |
| Paraguay  | 2  | 1  | 1  | 0  | 4  | 0  | +4  | 3   |
| Chile     | 2  | 1  | 1  | 0  | 1  | 0  | +1  | 3   |
| Venezuela | 2  | 0  | 0  | 2  | 0  | 5  | –5  | 0   |

| 8 de febrero de 1984 | Chile               | 1:0 (0:0) | Venezuela | Estadio Modelo Alberto Spencer, Guayaquil |                             |
|                      | Fernando Santis 70' |           |           | Árbitro(s): Ernesto Filippi               | Árbitro(s): Ernesto Filippi |

| 12 de febrero de 1984 | Paraguay                                                                               | 4:0 (1:0) | Venezuela | Estadio Modelo Alberto Spencer, Guayaquil |                                  |
|                       | Justo Jacquet 13' · Buenaventura Ferreira 73' · Arístides Saldívar 77' · De Aquino 85' |           |           | Árbitro(s): Romualdo Arppi Filho          | Árbitro(s): Romualdo Arppi Filho |

| 15 de febrero de 1984 | Paraguay | 0:0 | Chile | Estadio Modelo Alberto Spencer, Guayaquil |  |
|                       |          |     |       | Árbitro(s): Jorge Orellana                |  |

## Fase final
| Equipo   | PJ | PG | PE | PP | GF | GC | Dif | PTS |
| -------- | -- | -- | -- | -- | -- | -- | --- | --- |
| Brasil   | 3  | 3  | 0  | 0  | 7  | 2  | +5  | 6   |
| Chile    | 3  | 1  | 0  | 2  | 6  | 6  | 0   | 2   |
| Paraguay | 3  | 1  | 0  | 2  | 5  | 7  | –2  | 2   |
| Ecuador  | 3  | 1  | 0  | 2  | 3  | 6  | –3  | 2   |

| 17 de febrero de 1984 | Brasil             | 2:0 (1:0) | Paraguay | Estadio Modelo Alberto Spencer, Guayaquil |                              |
|                       | Mirandinha 22' 55' |           |          | Árbitro(s): Carlos Montalbán              | Árbitro(s): Carlos Montalbán |

| 17 de febrero de 1984 | Chile                                   | 2:0 (1:0) | Ecuador | Estadio Modelo Alberto Spencer, Guayaquil |                                  |
|                       | Juan Covarrubias 14' · Julio Osorio 81' |           |         | Árbitro(s): Jorge Eduardo Romero          | Árbitro(s): Jorge Eduardo Romero |

| 19 de febrero de 1984 | Chile                                    | 2:3 (1:2) | Paraguay                                        | Estadio Modelo Alberto Spencer, Guayaquil                   |                                                             |
|                       | Fernando Santis 21' · Sergio Salgado 70' |           | Lucio Ramos 41' 86' · Buenaventura Ferreira 44' | Asistencia: 10.400 espectadores Árbitro(s): Jorge Antequera | Asistencia: 10.400 espectadores Árbitro(s): Jorge Antequera |

| 19 de febrero de 1984 | Brasil                       | 2:0 (1:0) | Ecuador | Estadio Modelo Alberto Spencer, Guayaquil                   |                                                             |
|                       | Dunga 13' · Vítor 86' (pen.) |           |         | Asistencia: 10.400 espectadores Árbitro(s): Ernesto Filippi | Asistencia: 10.400 espectadores Árbitro(s): Ernesto Filippi |

| 21 de febrero de 1984 | Brasil                              | 3:2 (1:0) | Chile                               | Estadio Modelo Alberto Spencer, Guayaquil                  |                                                            |
|                       | Vítor 25' 50' (pen.) · Gersinho 69' |           | Iván Valdés 48' · Alfredo Núñez 66' | Asistencia: 5.700 espectadores Árbitro(s): Horacio Di Rosa | Asistencia: 5.700 espectadores Árbitro(s): Horacio Di Rosa |

| 21 de febrero de 1984 | Paraguay            | 2:3 (1:0) | Ecuador                                  | Estadio Modelo Alberto Spencer, Guayaquil             |                                                       |
|                       | Lucio Ramos 26' 82' |           | Wilson Armas 71' 86' · Hamilton Cuvi 81' | Asistencia: 5.715 espectadores Árbitro(s): Jesús Díaz | Asistencia: 5.715 espectadores Árbitro(s): Jesús Díaz |

## Clasificados
| Bandera de Brasil   | Bandera de Chile |
| Brasil              | Chile            |
| Campeón 4.to título | Segundo puesto   |

## Estadísticas

### Clasificación general
| Pos. | Selección | Gr. | Pts. | PJ | PG | PE | PP | GF | GC | Dif |
| ---- | --------- | --- | ---- | -- | -- | -- | -- | -- | -- | --- |
| 1    | Brasil    | A   | 8    | 5  | 4  | 1  | 0  | 9  | 3  | +6  |
| 2    | Chile     | B   | 5    | 5  | 2  | 1  | 2  | 7  | 6  | +1  |
| 3    | Paraguay  | B   | 5    | 5  | 2  | 1  | 2  | 10 | 7  | +3  |
| 4    | Ecuador   | A   | 5    | 5  | 2  | 1  | 2  | 6  | 6  | 0   |
| 5    | Colombia  | A   | 0    | 2  | 0  | 0  | 2  | 1  | 5  | -4  |
| 6    | Venezuela | B   | 0    | 2  | 0  | 0  | 2  | 0  | 5  | -5  |

## Goleadores
| Jugador               | Selección | Goles |
| --------------------- | --------- | ----- |
| Lucio Ramos           | Paraguay  | 4     |
| Vítor                 | Brasil    | 3     |
| Hamilton Cuvi         | Ecuador   | 3     |
| Mirandinha            | Brasil    | 2     |
| Dunga                 | Brasil    | 2     |
| Fernando Santis       | Chile     | 2     |
| Buenaventura Ferreira | Paraguay  | 2     |
| Wilson Armas          | Ecuador   | 2     |